# Skynd (musikgrupp)
Skynd är en industrirockgrupp, bestående av sångerskan Skynd och multiinstrumentalisten Father. Skynd, som bildades 2017, har specialiserat sig på att skriva musik om uppmärksammade mord och massakrer, bland annat Jonestownmassakern och Columbinemassakern samt mördarna Mary Bell, Gary Heidnik, Katherine Knight och Chris Watts.

## Diskografi (urval)
EP
- Chapter I (2018)
  1. "Elisa Lam"
  2. "Gary Heidnik" (featuring Jonathan Davis)
  3. "Richard Ramirez"

- Chapter II (2019)
  1. "Jim Jones"
  2. "Tyler Hadley"
  3. "Katherine Knight"

- Chapter III (2022)
  1. "Columbine" (featuring Bill Saber)
  2. "Michelle Carter"
  3. "Chris Watts"